# Gle Kemala
Gle Kemala är en kulle i Indonesien.   Den ligger i provinsen Aceh, i den västra delen av landet, 1 800 km nordväst om huvudstaden Jakarta. Toppen på Gle Kemala är 61 meter över havet.
Terrängen runt Gle Kemala är platt åt sydväst, men åt nordost är den kuperad. Havet är nära Gle Kemala åt sydväst.Runt Gle Kemala är det glesbefolkat, med 18 invånare per kvadratkilometer. Omgivningarna runt Gle Kemala är en mosaik av jordbruksmark och naturlig växtlighet.